# 熊谷家住宅 (大田市)
熊谷家住宅（くまがいけじゅうたく）は島根県大田市にある民家建築である。

## 概要
古記録によれば、熊谷家はもと毛利家の家臣であったと伝え、17世紀には銀山の経営にかかわっていた。18世紀には掛屋（代官所の公金出納を行う）と御用達（代官所御用商人）を兼ね、19世紀には年寄職（町役人）を務めた家柄である。江戸時代末期からは酒造業も営んだ。現存する屋敷構えは、寛政12年（1800年）の大森町の大火で焼失した後、再建に取りかかり、明治初期にかけて順次整備されたものである。
大森町の町並みの北端近く、銀山へ通じる道の東側に位置し、敷地の背後には銀山川が流れる。敷地の西端、道路に面して主屋が建つ。主屋の北側には道路に接して北道具蔵、その東に小蔵、衣裳蔵が建つ。さらに敷地の東側に東道具蔵、南側に米蔵・雑蔵が建つ。当家には嘉永3年（1850年）の家相図、明治5年（1872年）の指図が残り、その当時の屋敷構えを知る資料となっている。これらの資料から、主屋と米蔵・雑蔵は前述の寛政12年（1800年）の火災後、文化年間（1804年 - 1817年）の完成とみられ、北道具蔵、小蔵、東道具蔵はその後1850年までの完成、衣裳蔵は1872年までの完成とみられる。
主屋は石州瓦の桟瓦葺きに漆喰壁の建物で、北面入母屋造、南面切妻造、四方庇付き、一部二階建とする。平面規模は桁行18.8メートル、梁間14.5メートル。主体部は南側が通り土間、北側は居室を2列に並べ、庭に面して1間幅の畳廊下をめぐらす。主体部の正面（西面）南側には物置が突出、北面東端には廊下を介して風呂場・便所が附属する。背面（東面）は南端と北端に突出部があり、前者には座敷・台所・風呂場、後者には衣装蔵に接続する蔵前座敷を設ける。本住宅は大森町では最大の民家であり、伝来する家相図等から屋敷構えの整備の過程がわかる点で貴重である。
1998年（平成10年）に国の重要文化財に指定。世界遺産の「石見銀山遺跡とその文化的景観」の構成資産の一つである。

## 文化財

### 重要文化財
- 熊谷家住宅 6棟、土地[2]
  - 主屋
  - 北道具蔵
  - 小蔵
  - 衣装蔵
  - 東道具蔵
  - 米蔵・雑蔵
  - 土地 1,500平方メートル（区域内の土塀、井戸、手水鉢、納屋を含む）

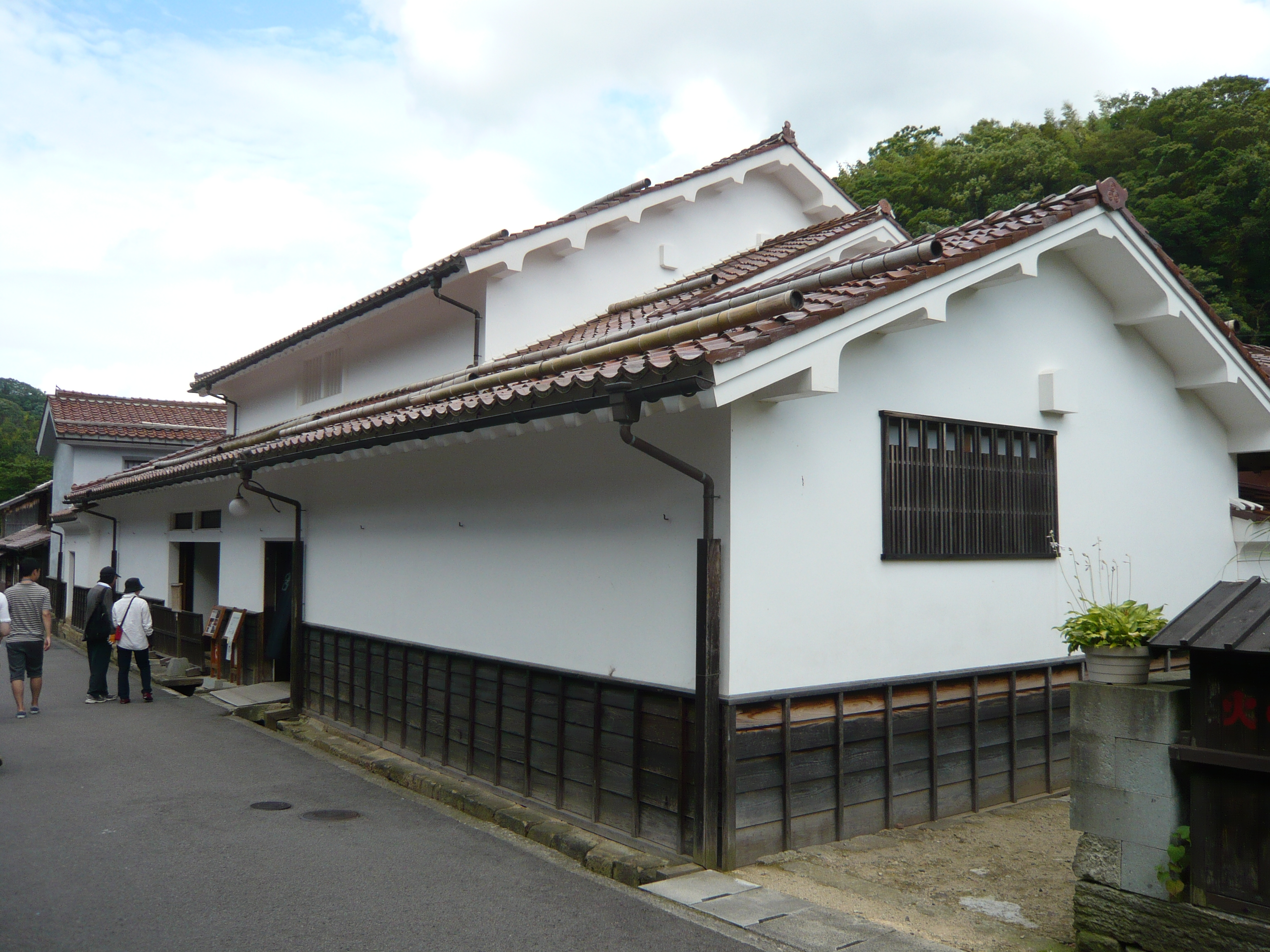
主屋（南から望む）
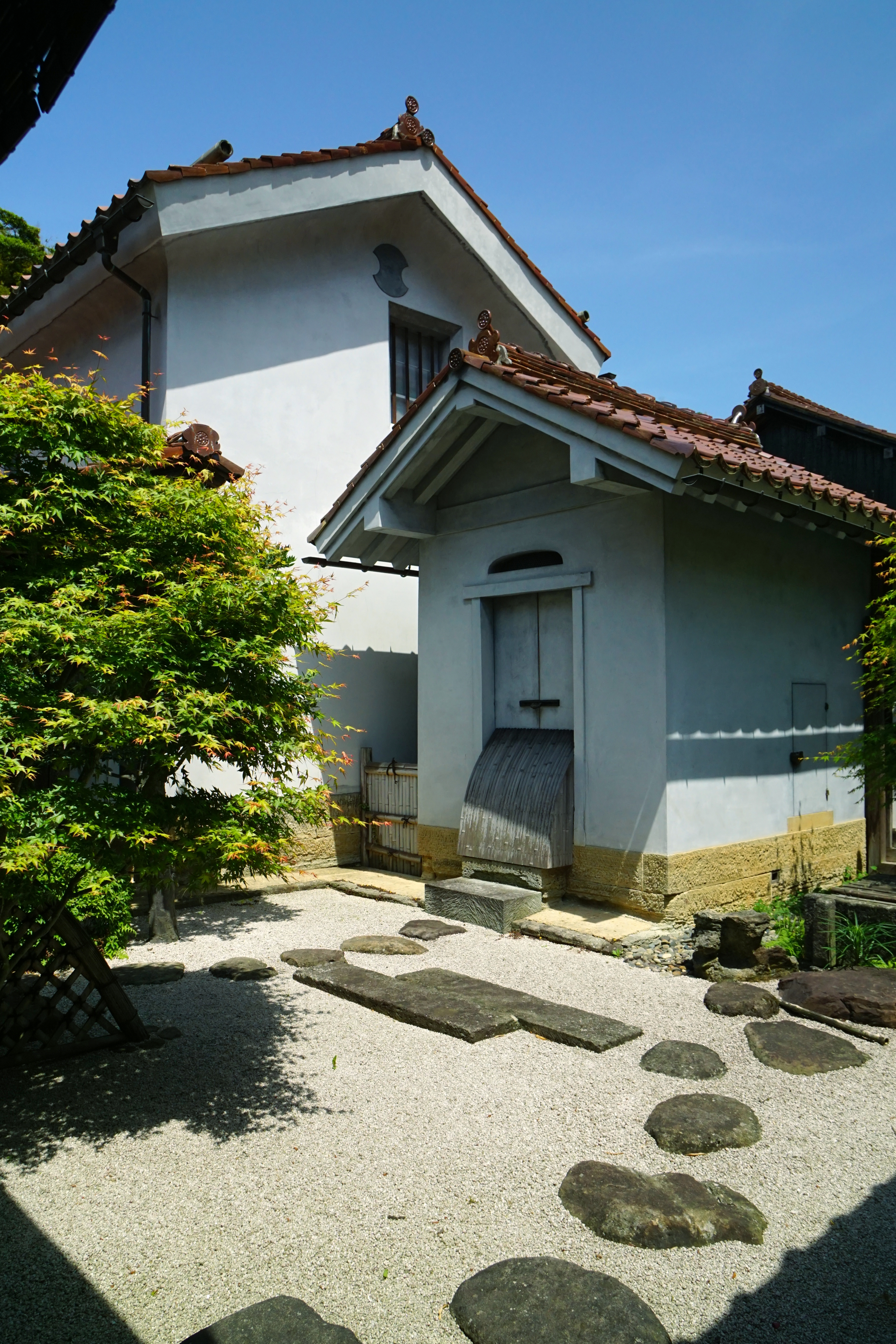
小蔵（左奥は北道具蔵）
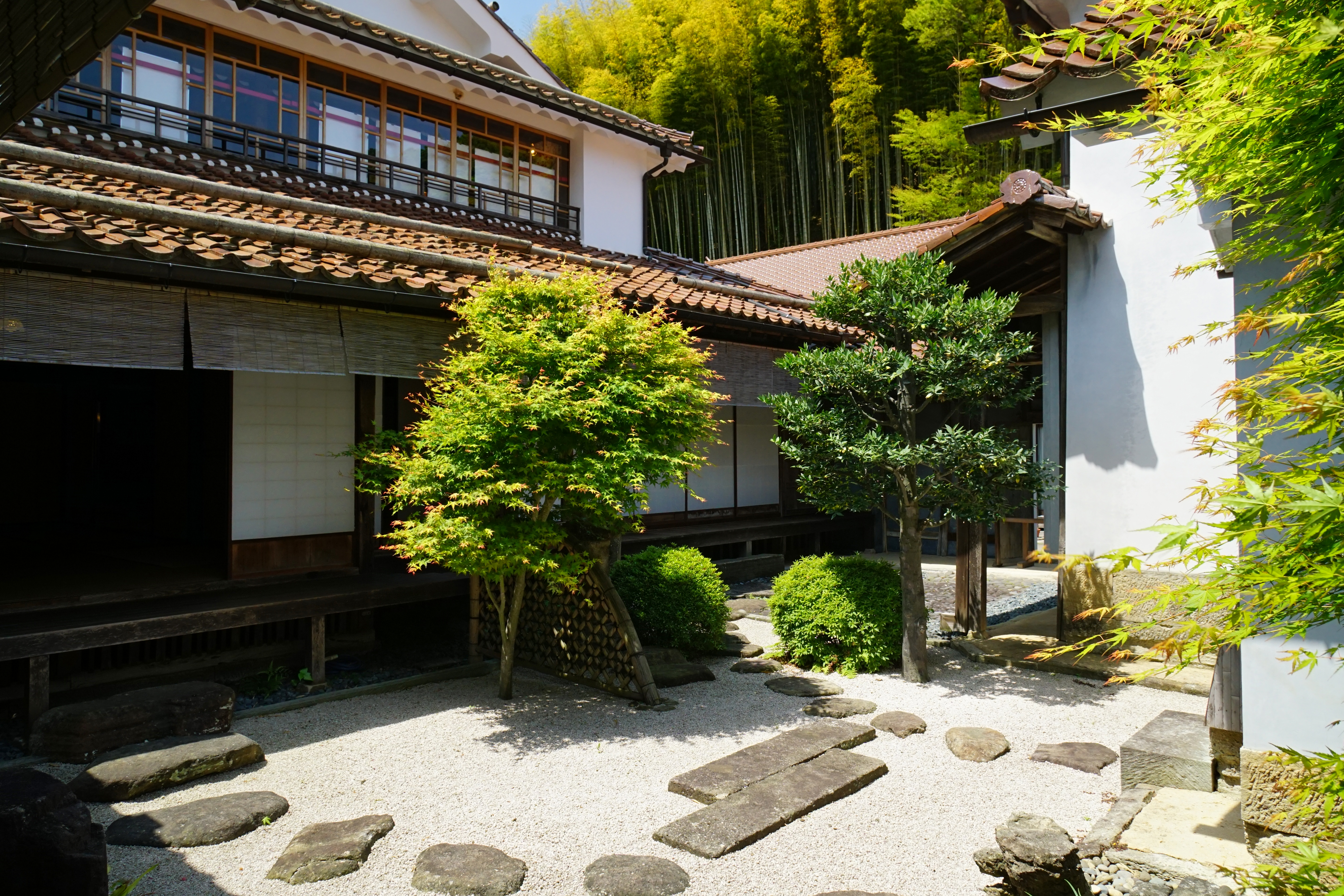
主屋（北から望む）
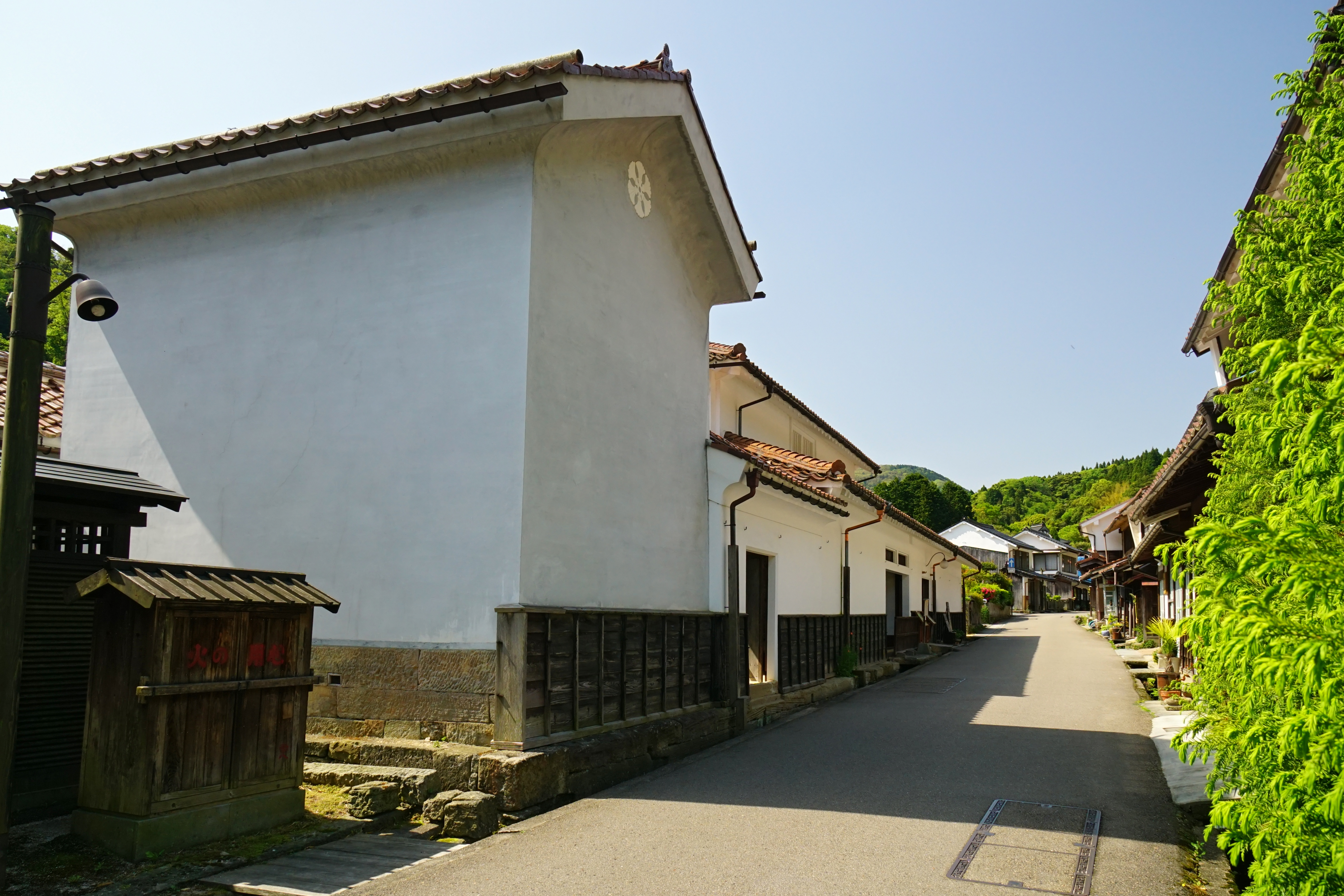
北道具蔵（奥は主屋）